# Susannah Cahalan
Susannah Cahalan är född 1985 och är författare och journalist på New York Post. Hennes roman Blackout: när min hjärna blev min fiende baserades på den uppmärksammade artikeln My Mysterious Lost Month of Madness i New York Post, som Cahalan mottog priset Silurian Award of Excellence för år 2009. Cahalan har gästat både the Today Show, CNN:s Dr Drew on Call och intervjuats i tidningar som O Magazine. Boken har sålts i över 70 000 exemplar i USA och ges på svenska ut av Massolit Förlag.